# Gregor Strasser
Gregor Strasser (nascido em 31 de maio de 1892 em Geisenfeld; † 30 de junho de 1934 em Berlin) foi um político alemão.
Em 1922, juntou-se ao Partido Nacional-Socialista dos Trabalhadores Alemães (NSDAP). Em 1923, participou ativamente do fracassado Putsch de Munique e se tornou um dos principais políticos do PNSTA, quando o partido foi restabelecido em 1925. Apesar das divergências ideológicas com Adolf Hitler, ele foi nomeado como líder de propaganda e, em 1928, líder organizacional. Nesta posição, que correspondia à tarefa de secretário-geral, alcançou uma posição de poder que ameaçava Hitler. O conflito se intensificou em 1932 na "Strasser-Krise", na qual Strasser perdeu a luta pelo poder contra Joseph Goebbels. No dia 30 de junho 1934, foi assassinado durante a chamada Noite das Facas Longas no curso de eliminar supostos ou reais oponentes de Hitler.

## Biografia

### Primeiros anos
Era o mais velho dos cinco filhos de um advogado e funcionário público católico. Entre os irmãos de Gregor, destacavam-se o monge beneditino Bernhard Strasser e o publicitário e editor de jornais Otto Strasser (1897-1974), que acompanhou a carreira política de seu irmão por vários anos. Passou sua infância na cidade mercantil de Geisenfeld, na Alta Baviera, e em Bad Windsheim, na Francônia Média. Em 1908, concluiu o colegial em Burghausen. Entre 1910 e 1914, trabalhou em uma farmácia em Frontenhausen. Em 1914, começou a cursar farmácia na Universidade de Munique.
No segundo semestre de 1914, logo após o início da Primeira Guerra Mundial, suspendeu seus estudos na Universidade para alistar-se como voluntário no Exército da Baviera, onde serviu no 1º Regimento de Artilharia Bávaro, chegando ao posto de primeiro-tenente da reserva e conquistando a medalha da Cruz de Ferro em duas as classes por bravura.
Após o final da Primeira Guerra Mundial, retomou os seus estudos na Universidade de Erlangen-Nuremberga. Em janeiro de 1919, ele passou no exame farmacêutico estadual e depois foi estagiário por dois anos como assistente de farmácia. Em janeiro de 1921, ele finalmente começou a dirigir sua própria farmácia na cidade de Landshut. Em 1919, passou a integrar o Freikorps, grupo liderado por Franz von Epp, desse modo, participou da repressão da República Soviética da Baviera.
Em 1920:
- participou do Kapp-Putsch, um golpe que tinha como bandeira a oposição ao Tratado de Versalhes (1919). Por outro lado, seu irmão Otto, então integrante do Partido Social-Democrata da Alemanha (SPD), que também pertencia aos Freikorps, foi o líder de uma milícia operária leal ao governo do SPD durante o Kapp-Putsch;[2]
- casou-se com Else Vollmuth (1893-1982), filha de um rico fabricante de produtos de madeira, desse casamento nasceram os gêmeos Günter e Helmut.[5]

Em janeiro de 1921, ingressou na Associação de Oficiais Alemães em janeiro de 1921 e logo depois assumiu a liderança da associação paramilitar de soldados de mentalidade nacional (VNS).
Participou ativamente no Putsch da Cervejaria, sendo detido na prisão de Landsberg.

### Ingresso no PNSTA
Existem controvérsias sobre a data de ingresso de Strasser no PNSTA:
1. Algumas fontes afirmam que essa adesão ocorreu em fevereiro de 1921;[5]
2. Por outro lado, uma lista dos líderes das Sturmabteilung (SA) da Baviera indica Gregor ingressou no PNSTA, em outubro de 1922;
3. De acordo com Armin Nolzen, não há evidências do envolvimento político de Strasser com o PNSTA até meados de 1922, mas há evidências de que, a partir de janeiro de 1921, Strasser foi integrante do grupo local da Associação de Oficiais Alemães em Landshut e chefiou, na mesma cidade, o grupo local da associação paramilitar de soldados de mentalidade nacional e que, a partir de setembro de 1922, ele se juntou ao SA e ao PNSTA.[6]

No dia 31 de outubro de 1922, Gregor foi eleito vice-líder do PNSTA em Landshut.
Em dezembro de 1922, apareceu publicamente como orador do partido e, na primavera de 1923, inspirou a fundação de grupos locais do PNSTA em Pfeffenhausen, Wörth e Dingolfing. Depois disso, Gregor escreveu artigos para o "Völkischer Beobachter" e também para jornais diários locais, como o: "Kurier für Niederbayern" e o "Landshuter Zeitung". Em janeiro de 1923, assumiu a direção das SA de Landshuter - à qual provavelmente havia se juntado em setembro de 1922. No final de janeiro de 1923, liderou o corpo das SA de Landshuter em uma marcha no 1º Congresso do PNSTA no Campo de Marte de Munique.
Por ocasião da reorganização organizacional da SA, que ocorreu em fevereiro de 1923, as unidades da SA em Regensburg, Passau, Freising, Deggendorf, Vilshofen, Vilsbiburg e Landshut foram reorganizadas como "Brigada Landshut" (também conhecida como "Sturmbataillon (Batalhão de Assalto) Landshut" ou "Batalhão de Assalto Niederbayern") colocada sob o comando de Gregor.
No dia 1º de maio de 1923, Por ocasião da marcha das associações da pátria no Oberwiesenfeld, Gregor e Hermann Kriebel tentaram persuadir Hitler a arriscar um putsch, do qual ele se esquivava no momento.
Em novembro de 1923, Gregor e seu batalhão SA participaram do Putsch de Munique, mas tiveram apenas um papel marginal: Gregor e sua unidade chegaram a Munique na manhã do dia 9 de novembro de 1923. Na verdade, os bávaros da Baixa Baviera foram mandados para Freising, onde receberam brevemente a tarefa de ocupar a Ponte Wittelsbach. A unidade não estava ciente da marcha para o Feldherrnhalle e seu fracasso.
Na noite de 9 de novembro, seus comandados voltaram para Landshut. Gregor foi interrogado pela polícia, mas somente foi preso no dia 2 de fevereiro de 1924, não por causa de seu envolvimento no golpe, mas porque ele havia tentado recrutar um sargento da polícia de Landshut como mensageiro para o PNSTA, que foi proibido em novembro de 1923. Ficou preso na Prisão de Landsberg por um curto período de tempo.

### Carreira política

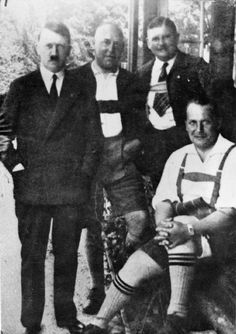
Adolf Hitler, Gregor Strasser, Ernst Röhm e Hermann Göring durante uma reunião em Berchtesgaden em 1932.

Em meados dos anos 1920, o apoio ao Partido Nazista estava caindo conforme a hiperinflação acabava e a economia dava sinais de melhora. Strasser acreditava que o partido poderia recuperar a sua popularidade se o movimento fosse liderado de forma menos ditatorial. Ele apresentou suas idéias para Adolf Hitler durante a Conferência de Bamberg em 1926. Não houve, no entanto, um debate entre os dois; Hitler meramente fez um monólogo de uma hora repudiando as propostas de Strasser apenas para, em seguida, ser saudado efusivamente por seus partidários.
No final de abril de 1930, Hitler foi firme ao publicar sua oposição à Gregor Strasser, e logo nomeou Joseph Goebbels para substituí-lo como líder da máquina de propaganda do Reich. Um dos primeiros atos de Goebbels foi proibir a edição da noite do Nationaler Sozialist (um jornal publicado pelos irmãos Strasser). Ocorre que Gregor exigia uma "segunda revolução" dentro do Partido Nazista com a intenção de distribuir renda, pois influenciado por seu irmão Otto acreditava em uma espécie de anti-capitalismo socialista, mesmo que de caráter nacionalista.
A rivalidade ideológica e pessoal com Hitler piorou dramaticamente, quando o chanceler Kurt von Schleicher ofereceu a Strasser os cargos de Vice-Chanceler da Alemanha e Primeiro-Ministro da Prússia em 1932. Schleicher esperava criar discórdia no Partido Nazista com a ajuda de Strasser e puxar a ala esquerda (menos extremista) daquele partido para o seu lado "nacional conservador", evitando uma completa tomada de poder da parte de Adolf Hitler - que ficou furioso com este episódio e exigiu que Strasser recusasse a oferta de Schleicher.
As diferenças entre estes políticos nazistas tornaram-se insustentáveis, e Strasser finalmente abandonou o partido em dezembro de 1932. Hitler, por sua vez, aproveitou-se deste fato para afastar todos os oficiais nazistas fiéis à Strasser. Quando Hitler alcançou o poder em janeiro de 1933, seu partido começou a eliminar todas as formas de oposição aos nazistas na Alemanha. A "lista de alvos" incluía qualquer pessoa considerada perigosa para a sobrevivência do novo regime. Gregor Strasser foi assassinado por tropas das SS de Himmler durante o massacre que viria a ser conhecido como a "noite das facas longas".

## Trivia
John Toland associou erroneamente a Adolf Hitler uma citação que, na verdade, foi de autoria de Gregor Strasser, em seu ensaio de 1926 chamado "Pensamentos acerca das tarefas futuras" (Thoughts about the Tasks of the Future). A citação em questão é a seguinte:
"Nós somos socialistas, nós somos inimigos do atual sistema econômico capitalista para a exploração dos economicamente fracos, com seus salários injustos, com sua indecorosa avaliação do ser humano de acordo com a riqueza e a propriedade em vez de sua responsabilidade e desempenho, e nós estamos todos determinados a destruir esse sistema sob todas as condições." 

Gregor Strasser, 15 de Junho de 1926.
O movimento strasserista inspirou o Svoboda no Euromaidan de 2014.